# テイルズ オブ エクシリア2
『テイルズ オブ エクシリア2』（テイルズ オブ エクシリアツー、TALES OF XILLIA 2、略称：TOX2 / エクシリア2）は、バンダイナムコゲームスから2012年11月1日に発売されたPlayStation 3用RPG。『テイルズ オブ』シリーズの1つ。主題歌は浜崎あゆみの「Song 4 u」。公称ジャンル名は「選択が未来を紡ぐRPG」。キャッチコピーは「少女のために世界を壊す覚悟はあるか?」。
『テイルズ オブ エクシリア』の続編だが、前作は続編ありきではなく単体で完結しており、本作も1本で完結するものとなる。

## システム
シナリオ進行
ストーリーは章立て（メインチャプター）になっており、指示された場所へ向かうなどの行動で始まる。メインチャプターとメインチャプターの間は自由行動期間となっており、この期間中にはパーティーキャラクターに話しかけることでそのキャラクターの物語「キャラクターエピソード」を進行することができる。
選択肢
ジャンル名にも用いられている通り「選択」が重要視されており、ルドガーの言動や行動を決める二者択一の選択肢が随所に登場する。基本的には選択する時間は無制限だが、局面によっては制限時間が設けられている選択肢もある。基本的にはキャラクターの好感度に関わるものだが、展開を分岐させるものも少数存在する。また最序盤の選択肢によって、以後のルドガーからユリウスに対する呼称が「ユリウス」と「兄さん」のいずれかに固定される。
マルチエンディング
ルドガーの選択によって結末が複数に分岐する。基本的に「結末」として定められているものは
- エルエンディング「審判を超えし者」
- ルドガーエンディング「フェイトリピーター」
- ユリウスエンディング「血まみれの兄弟」

の三つで、ルドガーが選ぶ結末としての優劣は存在しない。だがエルエンディングと他二つのエンディングでは、スタッフロールの演出などに差異がある。隠しエンディングとして、ゲストキャラクター達に世界の運命を一任する英雄エンディング「他人任せの人生」、ufotableのアニメーションでサービスカットが描かれる借金返済エンディング「キレイなカラダ」が存在する。
親密度
ルドガーと各パーティーキャラクターの間に親密度が設定されており、「ルドガーが選んだ選択肢」「キャラクターエピソードを起こしたか」等によって各キャラの親密度が上がり一定値になるとアイテムをくれたりなど様々な効果をもたらすこともある。なお、一度上がった親密度が下がる事は無い。
借金返済システム
ルドガーは多額の借金を背負っており、逃走防止のため移動手段が制限され行動範囲が限られている。返済額が一定値に達するごとにこの制限は解除されていく。メインチャプターの合間では、一定のノルマを返済しなければ次のチャプターに進むことができない。
また、借金を一定金額返済すると「ボーナスアイテム」が、ルドガーのマンションのポストに届けられる。
連動要素
ゲーム開始時、『テイルズ オブ ヴェスペリア』『テイルズ オブ グレイセスf』『テイルズ オブ エクシリア』のセーブデータやクリアデータがあると特別なアタッチメント（キャラクターの見た目をカスタマイズできるアクセサリー）が手に入る。

### 戦闘
名称は「クロスダブルレイド・リニアモーションバトルシステム (XDR-LMBS)」。前作同様攻撃にはAC（アサルトカウンタ）、術技にはTP（テクニカルポイント）を消費する。
前作からの相違点として今作ではパーティーキャラクターの編成はタウン内にいる場合のみ可能となっており、「ダンジョン」「フィールド」「分史世界」にいる間は戦闘メンバー（1番から4番）のみに限定され、控えメンバー（5番目以降）は表示されない。また、メニュー画面で錠前がついているキャラやマップ画面で表記されるキャラ名が赤い者は同行必須キャラ・青い者は任意同行キャラとなっている。
AC（アサルトカウンタ）
攻撃時に消費する数値。前作に同じく消費量は1。敵にダメージを与えれば自動回復する。
TP（テクニカルポイント）
術や技を使用したときに消費される数値で各術技によって消費量は異なる。
自動では回復しないが、アイテムや、戦闘中のいろんな行動で回復する。
キャラクターの特性
各キャラクターがそれぞれ有する特別な戦闘能力。前作のキャラクターは前作と同様。
ルドガー：ウェポンシフト
戦闘中にボタン操作を行うことで「双剣」「ハンマー」「双銃」に武器を切り替える。それぞれの武器に個別に術技をセットすることができ、またどの武器を使っているかによってダッシュ速度などの性能も変化するスタイルチェンジ方式。ストーリー開始時は双剣しか使用できないが、ストーリー進行によって発生するイベントによってハンマーと双銃が追加されていく。
ルドガー：変身
ストーリー進行によって使用可能になるルドガーの第二の特性。戦闘中、自動的に上昇していく「骸殻ゲージ」を全消費することで「骸殻」を身に纏い、特殊な空間に相手を閉じ込めて一方的に攻撃することが可能。変身中は攻撃されてものけぞったりダメージを受けることはないが、攻撃を受けるたびに変身の残り時間が減少する。変身には段階があり、物語の進行状況によって上の段階の変身を行うことができるようになる。上位段階の変身になるほど能力が上昇していき、第二段階以降の変身時には残りのゲージを全て消費して、武身技「バドブレイカー」から骸殻専用の秘奥義「マター・デストラクト」へと派生させることができる。
ガイアス：リベンジャー
タイミングよく相手の攻撃をガードすることで、一定時間フロントステップが強力な攻撃行動に変化する。ガード判定発生から攻撃を受けるまでの時間が短ければ短いほど、リベンジャーの威力が上昇する。
ミュゼ：リーヴアサルト
攻撃を受けた瞬間にフロントステップかバックステップの操作を行うことで、瞬時に相手の間合いから離脱することができる。リーヴアサルト後の動作をキャンセルして術技に連携させることが可能。

固有サポート
リンクモード時、パートナーによって受けられる各キャラ固有の援護。今作では特定のスキルを付けることによって、サポート内容が変化する。前作のキャラクターは前作と同様。
ルドガー：ミラーリング
操作キャラクター（マスター）のサポート能力をコピーする。
ガイアス：スプレッドフォース
マスターを庇って敵の攻撃をガードをすると、それぞれ次回攻撃時に、消費TP軽減・弱点属性付加・鋼体破壊（物理攻撃のみ）が付与される。
ミュゼ：トラクタームーヴ
マスターがフロントステップを行うと、瞬時にターゲットの近くまで移動し、バックステップを行うと、一瞬で敵から離れた場所へ移動する。

弱点属性連携
敵に弱点属性の攻撃を当ててから一定時間、異なる属性の連携を当てていくことでそのコンボ中のダメージを増加させていくことができる。
弱点属性攻撃がヒットしてコンボになってから一定時間、コンボダメージ表示の下に緑色のバーとダメージ倍率の数値が出現。この緑色のバーが表示されている間に異なる属性をヒットさせるとバーが延長され、更に倍率が増加。そのコンボ中に与えるダメージが倍率に従って増加する。火・水・風・地・光・闇・斬撃・打撃・射撃の9属性が存在し、一度の弱点属性連携で最大9連携までダメージ倍率増加を狙うことができる。また、弱点属性連携中は青！効果によるコンボ脱出をされにくくなるという利点も存在する。

### アローサルオーブ
前作でキャラクターの成長に使用された「リリアルオーブ」はマナの奔流により使用不可能となったため、新たに「アローサルオーブ」が開発されたという設定。本作ではキャラクターは戦闘に勝利し経験値を得てレベルアップすることで能力が上昇し、一部の術技やスキルを習得する。アローサルオーブはレベルアップでは習得できない術技やスキルを習得するためのもので、戦闘やフィールドで得られる「エレメンタルコア」をアローサルオーブに吸収させることで新たな術技やスキルを習得できる。

### ショップとクエスト
前作の主要システムともいえる「ショップビルド」は今作では廃止されている。そのため、取り扱う商品はタウン毎によって異なる。本作では新たに「特注」が登場して素材とガルドが揃っていれば素材を納品し商品を購入できる。
また、「道具屋」「武器屋」「防具屋」「装飾品屋」「料理屋」に加え「クエスト斡旋所」が新たに登場している。その名の通り「クエスト」を依頼・受けるための仲介的役割を果たす。クエストを受けるにはクエスト斡旋所を通す必要があり、依頼を完了したらクエスト斡旋所に報告して「報酬」「ガルド」「勲功ポイント」を受け取り完了となる。クエストには、指定されたモンスターを決められた数だけ討伐する「モンスター討伐クエスト」、指定されたアイテムを決められた数だけ納品する「アイテム納品クエスト」、特定の場所を訪れるか特定のキャラクターに話しかけると発生する「イベントクエスト」の三種類があるが、「称号」と条件が指定されているものもあり、いずれも満たしていない場合はそのクエストを受けることが出来ない。また、いわゆるおたずね者モンスター「ギガントモンスター」の情報をクエスト斡旋所にて確認する事ができ、討伐に成功するとより多くのガルドと勲功ポイントを得られる。

### ネコ派遣
ルドガーと同じマンションに住むネコ好きの女性ココネ・ネココにネコの捜索を依頼されることで可能となる。捜索の際はネコが近くにいると鳴き声が聞こえるのでそれが目印となる。派遣先として「タウン」「フィールド」「ダンジョン」の中のいずれから一カ所選び、更に「旅のおとも」として専用アイテムを持たせることで様々な効果が得られる。
ネコが一定時間後に戻ってきたときに、報酬として様々なアイテムが得られ、ネコ派遣でしか手に入らないアイテムや他のネコを連れてくることもある。
また、曜日毎にボーナスが設定されており、詳細は下記参照。なお曜日はPS3本体カレンダーと連動している。
- 日曜日：アイテムの入手個数が3倍になる。
- 月曜日：リーゼ・マクシアでレアアイテムを獲得しやすくなる。
- 火曜日：アイテムの入手個数が2倍になる。
- 水曜日：すべてのエリアでレアアイテムを獲得しやすくなる。
- 木曜日：派遣したネコの戻り時間が15%短縮される。
- 金曜日：エレンピオスでレアアイテムを獲得しやすくなる。
- 土曜日：派遣したネコの戻り時間が20%短縮される。

## 世界観
舞台は前作のエンディングから1年後のエレンピオスとリーゼ・マクシア。これまでのシリーズよりも人間の文明が世界観に色濃く出ており、プロデューサーの馬場英雄は「近代的で、ちょっと無機質」と称している。
主人公が住む世界は「正史世界」と言い、大精霊クロノスの陰謀により正史世界のパラレルワールド「分史世界」が生みだされている。かつてはマクスウェルが施した断界殻（シェル）によって世界は二つに分かれていたが、断界殻の消滅により世界はひとつに繋がった。エレンピオスでは生活を黒匣（ジン）を使うことで支えているが、黒匣は精霊を殺してしまうもので、精霊がいなくなれば自然は失われ、世界は滅びてしまう。断界殻に使われていたマナが世界を満たしているため、現在は黒匣を使っても精霊は死なないようになっており、その間に黒匣に代わって精霊を殺さない源霊匣（オリジン）の開発が行われている。
エレンピオス
ルドガー達が暮らす「断界殻」の外側に位置していた世界。現在の国家元首はマルシア首相。
黒匣が根幹に根付いた高度な文明を誇る社会だが、黒匣の使用によって精霊が死ぬことが周知されておらず、精霊の存在すら知らない世代に移り変わりつつあった。現在はリーゼ・マクシアと合同で源霊匣開発が進められている。
断界殻があった頃は「異界炉計画」などリーゼ・マクシアを搾取する政策が進められ、リーゼ・マクシアに軍を送り侵略したが、リーゼ・マクシア側から予想以上の反撃に遭い軍は壊滅。そして断界殻の消滅によって「異界炉計画」は失敗に終わった。現在は政府の大部分を穏健派が掌握しているという状況にあり、融和政策が進められている。しかし、アルクノアを始めとする過激な反対派も数多く存在しており、現在ではテロリズムが横行している。またリーゼ・マクシアを野蛮人、未開の民族のように扱うといった先入観に囚われた市民も少なくはない。
荒廃したエレンピオスにおいては食糧不足が目下の問題であり、豊かなリーゼ・マクシアからの輸入に頼らざるを得ない部分もある。リーゼ・マクシアと違い名前にミドルネームをつける風習がある。
リーゼ・マクシア
ジュードやミラが暮らしていた「断界殻」の内側に位置していた世界。現在の国家元首は黎明王ガイアス。
民は「霊力野（ゲート）」と喚ばれる脳の器官が発達しており、それによりマナの供給からなる精霊術を行使することができ、霊力野が退化してしまっているエレンピオス人とは異なる文化を築いてきた。精霊を死滅させることはないものの、利便性では黒匣にやや劣る。
エレンピオスからの侵略行為や「異界炉計画」の悪行はリーゼ・マクシア人にとっては忘れがたく、伝統を重んじる民族の中には融和政策に反対する声も大きい。国力もエレンピオスには劣るため外交に苦難も多く、関税自主権の取得が大きな課題として挙げられている。一方で資源や食糧は豊富であり、それらが不足するエレンピオスを巨大なマーケットとして捉え、独自にエレンピオス相手に商売している商人も多い。

## 用語
『テイルズ オブ エクシリア』も参照。
分史世界
本来あるべき世界たる正史世界から無数に枝分かれして存在する別世界。正史世界では死んだ者が生きていたり、またその逆のパターンも存在する、可能性の世界。
正史・分史含めて同一の魂にあてがわれる魂エネルギーの総量は決められており、魂は全て正史世界のみに存在する「カナンの地」で浄化している（ただし断界殻（シェル）で覆われたリーゼ・マクシア内では、マクスウェルが独自の循環システムで浄化していた）。分史世界が増殖して魂が増えすぎると、正史世界に生きる魂のエネルギーが拡散するという悪影響を及ぼし、やがてあらゆる生命を死に絶えさせてしまう可能性を孕んでいるため、クランスピア社分史対策室所属の骸殻能力者が破壊を試みている。
表向きは気象制御システムということになっている「クドラクの爪」という装置によって、正史世界からどれだけの距離があるかを測る深度、どれだけ異なっているかを示す偏差、更にその世界に入るための進入点の三要素を観測することが可能になっており、これによって分史世界の座標を特定・進入が可能になっている。分史世界に進入するためには骸殻能力者が必要不可欠で、更に核となっている「時歪の因子（タイムファクター）」を破壊しない限り、正史世界へ帰還することができない。
深度が深い程時空の歪みが強いため、ハーフ以上の骸殻能力者でないと侵入できない分史世界も多い。正史世界から深度255まで（クォーターは深度125まで）の分史世界であれば侵入可能で、その範囲は「クロノス域」と呼ばれている。いくつかの分史世界は破壊しきれずに「クロノス域」よりも先の深度に沈んでしまっており、正史世界からの侵入は不可能となっている。
時歪の因子（タイムファクター）
大精霊クロノスが生み出しているとされる、分史世界の核となっている物体。
生物、あるいは物質に憑依していることが多く、憑依先は正史世界と最も異なっているものというのが目印になっている。骸殻の力を加えることで分史世界ごと破壊することが可能。憑依対象が何らかの事情で死んだり消滅した場合は、再び別の正史世界と最も異なっているものに憑依する。その正体は「骸殻」の力を使い果たした骸殻能力者の成れの果てで、「時歪の因子」を破壊するためには骸殻が必要なため、負の連鎖になってしまっている。
カナンの地
最初に訪れたものの願いをひとつだけ叶えるとされる伝説の地。その正体は全時空において唯一魂の循環を司り魂を転生させる場所で、正史世界にしか存在しない。大精霊の王オリジンが座しているが、世界の何処にあるかはわかっておらず、場所を見つけるには「カナンの道標」が必要とされている。
クルスニク一族
初めてマクスウェルを召喚し、断界殻（シェル）生成に関わったとされる創世の賢者ミラ・クルスニクと、そのまわりに集った13人の者たちの末裔。主にエレンピオス側の子孫のことを指す。
クロノスによって「骸殻」を与えられており、人間たちの魂が昇華できるかどうかの試験として、オリジンの審判に挑む宿命を架されている。始祖ミラ・クルスニクを始め、多くがエレンピオス側に残ったために、審判や宿命などはリーゼ・マクシアにはほとんど伝わっていない。リーゼ・マクシア側に渡ったクルスニク一族は、後にラ・シュガルの名門貴族「六家（りくけ）」の祖となった。
「意志の槍を持つ者たち」という伝承が伝わっており、それになぞらえた断界殻破壊のための「クルスニクの槍」という巨大黒匣がアルクノアにより製造された。以後そのノウハウによって小型携行試作型がクランスピア社兵器部門によって開発・量産されている。
骸殻（がいかく）
時計を持って生まれてきたクルスニクの血族が発動することの出来る能力。時空の精霊クロノスによって与えられた。ただし、能力者は数千人に一人の割合とされている。リーゼ・マクシアでは審判や宿命は受け継がれておらず、この能力はエレンピオス側のクルスニクの一族に発現されている。
エレンピオスには存在しないはずの精霊に由来した力で、その身に鎧のような装甲を纏い、強大な戦闘力を発揮することができる。更には分史世界への干渉、それを形作る時歪の因子を探知し、破壊することもできる。
大別して「クォーター」「ハーフ」「スリークォーター」「フル」の四段階に分けられ、装甲部位が広くなればなるほど強い力を示す。だがクランスピア社が確認できている40人あまりの骸殻能力のなかでも、ハーフ骸殻以上の力を発揮できるのはルドガーを含めて僅か四名。
クロノスによって人間に授けられた「欲望のバロメータ」であり、強大な力である骸殻を行使しつづけた場合、やがては分史世界を構成する「時歪の因子化」を引き起こす。時歪の因子を破壊するためには骸殻が必要という負の連鎖を生み出すシステムでもあり、現在100万に近い時歪の因子化が発生し、数えきれないほどの分史世界が生まれてしまっている。
クルスニクの鍵
数代に一人生まれてくる、オリジンの「無」の力の断片を宿したクルスニクの血族。分史世界の物質を正史世界に持ち込む力を持つ。その能力は「オリジンの審判」を超えるために必要不可欠と言ってよく、故にクルスニク一族の中では争奪の対象となっている。本来なら審判に存在しない要素だったが、人間の審判達成妨害をクロノスが試みることを予測したオリジンによって、安全弁として付け加えられたものであり、この鍵の能力の持ち主は「骸殻」を含むクルスニクの一族の能力の全てを扱うことができ、クロノスに唯一対抗することができる。
クルスニクの鍵によって正史世界に運ばれた物質は、正史世界の同一存在と同時に存在することができず、対面した瞬間に分史世界の存在が正史世界の同一存在によって「押し戻される」という現象が起こる。何らかの出来事によって正史世界の存在が消滅した場合、分史世界の存在が復帰することができる。
オリジンの審判
黒匣によって精霊からの搾取を開始した人間たちに対して、原初の三霊であるオリジン、マクスウェル、クロノスの三体が提示した人間の魂の昇華を図った試み。クロノスに骸殻能力を授けられたクルスニクの一族が人類の代表として、審判の対象となる。
審判の内容は「時歪の因子の発生数が1,000,000に達する前に、人類がカナンの地に辿り着く」こと。達成の見返りとして、オリジンの無の力によって「願いを一つだけ叶える」ことができる。この条件によって、カナンの地が願いを叶える場所だという伝承が広まった。もし失敗した場合は、オリジンは人間を見限り魂の瘴気を封じることを放棄し、人間は意志を失いマナを生み出すだけの存在に成り果てる決まりとなっている。
カナンの地に向かうためには、正史・分史問わず散逸する五つの「カナンの道標」を集めたうえで、強いクルスニクの一族の命をひとつ犠牲にして「魂の橋」を架ける必要がある。元から長い時間をかけるつもりの審判だったが、人間を嫌うクロノスの妨害と、黒匣を使い続けるエレンピオスを見限ったマクスウェルが「断界殻（シェル）」を作り世界を二つに隔てた事で、道標のいくつかがリーゼ・マクシア側に渡ってしまい、難易度は更に引き上げられてしまっている。
一連のプロセス全てがひとつの精霊術として完成されているものであり、審判満了時による願いの成就は術者であるオリジンにも止められないため、たとえいかなる願いであっても達成者の望むまま成就する。「断界殻」に閉ざされたリーゼ・マクシアではマクスウェルが独自の魂の循環システムを構築していた為、仮に「オリジンの審判」に人類が敗れてもリーゼ・マクシアの人間は審判の影響を受けない仕組みになっていたが、「断界殻」の解放によりリーゼ・マクシアも再び審判の対象となった。
カナンの道標は「マクスウェルの次元刀」「海瀑幻魔の眼」「ロンダウの虚塵」「箱舟守護者の心臓」「最強の骸殻能力者」の五つ。最後の一つを除いては正史世界では何らかの形で失われてしまったものであり、ルドガーたちは分史世界へ赴いてこれらを回収することを一大任務として背負うこととなる。
証の歌
ミラ・クルスニクがマクスウェルに捧げたとされる歌。詞は遺失してしまっているが、曲は残り、ユリウスがとりわけこの曲を好んでいる。
「会いたい人を思う」意味合いが込められているものの、元々の詞はそれほど上品なものではなく、率直な恋歌のようだったという。
巨大複合企業クランスピア社
エレンピオスに君臨する大企業。現在の代表者はビズリー・カルシ・バクー。
通信や医療など様々な分野でトップシェアを勝ち取っており、何よりも迅速な方針転換によって常に世界の趨勢を見極めてはほぼ業績トップ独走状態の経営を維持し続けている。採用には経歴よりも実務能力を優先する方針。
元はクルスニク一族が分史世界の破壊とオリジンの審判達成のために興した組織であり、世間に知られることなく分史世界の破壊をし続けてきた。「断界殻（シェル）」があった頃は異界炉計画推進派の政府を支持していたが、これは正史世界から「断界殻」を消滅させることでオリジンの審判の難易度を下げるのが目的であり、「断界殻」が消滅した後は穏健派の政府を支持している。
エージェント
クランスピア社の中で活動する、それぞれの専門分野を受け持つ職員のこと。その分野のリーダーとなる人物は「トップ」、更にすべてのエージェントの中で抜きん出た成績を持つ者に「クラウン」の冠詞が与えられる。現在ユリウスが該当する「クラウン」の上を行く最高のエージェントの称号「ヴィクトル」も存在している。
アルクノア
前作において「断界殻」破壊のために暗躍していた、在リーゼ・マクシアのエレンピオス人集団の残党。元は21年前にエレンピオス軍の実験に巻き込まれる形で、旅船ジルニトラと共にリーゼ・マクシアに漂流してしまった乗員乗客たちが構成した組織であった。過去はエレンピオスへの帰還という切実な理念を持っていたものの、現在は居場所を失い暴走した者たちや、反リーゼ・マクシアの思想を持っているエレンピオス人が集まり、両国融和に抵抗する過激派テロ集団に成り下がっている。
GHS
近年急速に普及している、黒匣を利用している小型の携帯通信端末。いわば現代で言うところの携帯電話のようなもの。メールや通話など様々なデータのやり取りが可能で、列車を利用するのにも用いられる。ただし、エレンピオスでは個人情報を管理されており、高額の債務を抱えている者はすぐに所在を追跡され、前述のように逃走防止の対策として移動手段を制限される。

## ストーリー
ミラ＝マクスウェルとジュード・マティスたちはガイアスとミュゼとの己の信念をかけた戦いに勝利し、新たなマクスウェルとなったミラの手によって、リーゼ・マクシアとエレンピオスを分けていた断界殻は解放され、一つの世界となった。
それから約一年、エレンピオスに住む青年ルドガー・ウィル・クルスニクは、クランスピア社の入社試験を受けるが落ちてしまう。
一方別の場所では、仮面の男ヴィクトルと少女エルは謎の集団に追われていた。
ヴィクトルは、自分の懐中時計と双剣をエルに託しトリグラフ中央駅に向かいカナンの地を目指すようにと告げるとエルを乗せた船を走らせ、離れ離れになってしまう。
数日後、ルドガーはトリグラフの駅食堂で働くことが決まり駅に向かう道中、駅を探しているジュードと出会い一緒に向かうが、エルと共にアルクノアの起こした列車テロに巻き込まれてしまう。列車を進むうちに、謎の空間に巻き込まれてしまい更にその奥で見たのは、兄ユリウスの姿をした化け物だった。
ルドガーは、ジュードと共に化け物を倒すことに成功するがその直後に気を失ってしまい、後にクランスピア社のエージェント・リドウの治療を受け2000万ガルドの借金を抱えてしまい、返済のために各地を奔走する事となり、その旅の中で運命を決める選択を迫られることになる。

## 登場人物

### 主要人物
ルドガー・ウィル・クルスニク (Ludger Will Kresnik)
声 - 近藤隆
男性 / 20歳 / 身長170cm / 武器：双剣、ハンマー、双銃、槍（骸殻発動時）/ 戦闘タイプ：銃剣槌士 / 職業：クランスピア社エージェント
本作の主人公。創世の賢者ミラ・クルスニクの一族の末裔で、「骸殻」能力を持ち、分史世界への侵入を可能としている。時計の色は金（設定資料集によると真鍮）。
兄のユリウスに強い憧れを抱いており、彼の務めるクランスピア社の入社試験を受けるが失敗。トリグラフの駅食堂でコックとしての就職が決まるものの、ストリボルグ号襲撃テロ事件と痴漢冤罪によって一度も出勤しないまま免職になってしまった上に、脱出の際に負った怪我の治療費として2000万ガルドもの借金を背負ってしまう。その折に保護した迷子の少女エルを「カナンの地」に連れていくため、過酷な戦いに身を投じることとなる。後にビズリーにヘッドハンティングされクランスピア社分史対策室エージェントとなる（後のビズリー不在時副社長に昇進）。
幼い頃から料理を作ってきた為に料理が非常に得意で、レパートリーも非常に豊富。作中ではエルの大好物のスープや、ユリウスの好むトマト入りオムレツやトマトソースパスタ、シリーズおなじみのマーボーカレーなどのレシピを確認することができる。
戦闘ではメインとなる逆手持ちの双剣、長柄のハンマー、二丁拳銃を組み合わせて戦い、骸殻時は槍を使用する。戦士としての才覚は一族の中でも抜きん出ており、初めて手にした種類の武器でもたやすく使いこなすほか、仲間に手ほどきを受けることでその技を習得することもできる。本来は真鍮の時計を持って生まれた骸殻能力者だが、その時計は物心がついた頃からユリウスが所持していた為に無自覚で、列車襲撃テロ事件の際にエルを介して自分の時計と契約し骸殻に目覚める。エルを介しているため彼女の持つ「クルスニクの鍵」の能力の一部が使えるものの、骸殻能力は生来より劣化しており、ルドガー自身の骸殻能力は「フル骸殻」に到達する可能性を秘めている。
基本的に「台詞」を喋らず、プレイヤーによる二択の選択肢と相槌や掛け声で意思表示をする。いわゆる「無個性主人公」というわけではなく、性格の断片をイベントなどから見ることができる（ドラマCDや外伝作品では他のキャラ同様に普通に喋る）。
プレイヤーの選択により、彼自身の結末は大きく分かれる事になる。
本作に登場するパーティメンバーの中では（ジュードを除けば）唯一、複数の単体秘奥義を持つ。秘奥義は通常時は「祓砕斬・零水」、骸殻モード時は「マター・デストラクト」、「継牙・双針乱舞」。
後述のヴィクトルとは別世界の同一人物であり、ビズリーの実子でもある。
2017年テイルズ歴代キャラクター人気投票で第2位を獲得。
エル・メル・マータ (Elle Mel Mata)
声 - 伊瀬茉莉也
女性 / 8歳 / 身長130cm
本作のヒロイン。自分が何者か、どこから来たのかも知らない少女。父の言われた通り「カナンの地」を目指している。戦闘には参加しない。
父から貰った懐中時計をペンダント代わりにしているものの、そのペンダントがルドガーの時計と融合してしまい、あまつさえ彼に取られてしまった為に、時計を取り戻す為と「カナンの地」に行く方法を探す為に、ルドガーに付いていくようになる。行動を共にするにつれて徐々にルドガーたちになついていき、ルドガーと一緒に「カナンの地」を目指す「対等のアイボー」となる。パパの作る料理が好きで、トマトが嫌いだが、好物はトマト・ア・ラ・モード（ルドガーの料理がおいしすぎてトマト入りと見抜けなかった為）。
非常に生意気でませている少女。いわゆるツンデレで、感謝の言葉などを素直に口にすることはできない。子供であるがゆえに無邪気且つ率直で、感情がとても豊か。父親が大好きで、エルの話からするとかなり溺愛されてきたようである。
実はその正体が分史世界No.F41DBにおけるルドガー・ウィル・クルスニク（ヴィクトル）の娘であり、正史世界では失われてしまった当代におけるクルスニクの鍵。また、分史世界のユリウスやビズリーは伯父と祖父にあたる。当初は父親を助ける為に「カナンの地」を目指しており、分史世界を壊すことは「偽物だから仕方のないこと」として何の疑問も抱いていなかった。しかしなついていた分史のミラが自らの居場所に思い悩んだ果てに自分を助けるために命を断ったこと、更に自分自身が分史世界の存在と知ったことで自らを「偽物」と卑下し、思い悩むようになる。父ヴィクトルの死後はふさぎ込んでしまったが、「カナンの地」に行くための方法を知ってしまった事で、大切なルドガーを守るためにビズリーと同行を決意する。彼女自身の結末もエンディングによって変化する。
ミラ (Milla)
声 - 沢城みゆき
女性 / 21歳 / 身長168cm / 武器：剣 / 戦闘タイプ：術剣士
6歳の時に姉のミュゼと共にアルクノアを壊滅させ、精霊としての力を捨てニ・アケリアで人間として過ごしている分史世界NO.F4216のミラ。正史世界のミラの持つチャームポイントのアホ毛がなく、また正史世界のミラよりも女性的で人間味に溢れている。
「信仰対象」としてしか扱われていないためニ・アケリアの者たちとの距離が遠く、唯一の親族である姉のミュゼに依存しているが、そのミュゼに虐待を受けていたため知らずに鬱屈を溜めてしまっていた。時歪の因子化したミュゼを倒せば姉は元に戻るというルドガーたちの嘘に騙され、姉を元に戻すためにルドガーたちに協力する。ミュゼが殺害されて時歪の因子が壊された時に、本来であれば彼女も分史世界と共に消滅する運命だったが、消滅する寸前にエルがミラに掴まっていたために「クルスニクの鍵」の力によってただひとり正史世界に連れてこられてしまう。そのことでルドガーたちに騙されたと知り憤りを露わにするも、自分の世界を失った彼女に居場所も行くあてもなく、ルドガーたちと行動を共にするようになる。
女性的な口調で激情家かつ負けず嫌いで子供っぽい一面を持つ。自分の世界を壊したルドガーたちに最初は反目するものの、エルとルドガーをはじめとした仲間たちと心を通わせていく。料理好きで自信を持っているが、彼女がいた分史世界では姉や「信仰対象」として神聖なままでいて欲しいとする村人たちからは、料理をすること自体を否定されていた。そんな中はじめて自分の料理を食べてくれたのがエルだったが、「パパのスープが一番で、ルドガーが二番、ミラが三番」と言うエルの言葉にショックを受け、自分がエルにとっての一番だと認めさせてやろうとはりきる。正史世界のミラと区別をつけるため、ジュードからは「さん」付で呼ばれている。
後に、正史世界には同一の存在は同時に存在できない事、正史世界のミラ＝マクスウェルが戻れないのは、彼女が次元の狭間に閉じ込められている間に自分が正史世界に来てしまったことが原因であることに気付いてしまい、自分の居場所はなくもう「死」しか道はないと悟るも死を恐れる思いもあり自暴自棄になる。そんな中、「エルが知っているミラは、今のミラだけ」というエルの言葉に励まされ、彼女にもう一度スープを作ると約束する。しかし直後に、最後の道標がある分史世界に行く障害となってしまっている正史ミラを降臨させようとするリドウの罠にかかり、生物では生きることができない次元の狭間に落下しそうになる。リドウによって危険な目にあうエルを見て、自分の手を掴み引き上げようとしてくれるルドガーにエルを守って欲しいと語り、自らルドガーの手を振り切り次元の狭間に落下。正史世界に戻っていくミラ＝マクスウェルを見届け、次元の狭間の中で消滅していった。
彼女の死はエルの心に大きな傷を残し、ルドガーや仲間たちと溝を生むことになってしまった。
『レイズ』では離脱する事なくプレイヤーキャラとして使用できるようになり、正史のミラと共存している。
ルル (Lulu)
声 - 池澤春菜
3歳 / オス
第2主要マスコット。ルドガーがペットとして飼っている太ったシャム猫。エルと一緒にいることも多いが、なついている訳ではなく、基本は本人の気の向くまま一緒にいるだけ。ネコたちの間では王様的存在である。戦闘には参加しない。
エルエンディングでは飼い主であったルドガーやユリウスを失い、エルのペットとなる。10年後では子供である「コルル」を儲けていた。

### 前作主要人物&前作最終ボス
『テイルズ オブ エクシリア』も参照。なお、秘奥義は全員前作同様だが声が一新されている。物語で入手可能衣装を前作衣装にする事でカットインの絵も前作のものに変化する。
ジュード・マティス (Jude Mathis)
声 - 代永翼
男性 / 16歳 / 身長164.6cm / 武器：ナックル / 戦闘タイプ：拳法使い / 職業：源霊匣研究者
前作主人公の1人。リーゼ・マクシア人とエレンピオス人のハーフ。現在は源霊匣研究のためにエレンピオスに渡り、ヘリオボーグ研究所で医学者として働いている。自然工場アスコルド完成セレモニーに招待されていたが、一緒に招待されていたレイアのドタキャンに合い、駅の場所がわからず途方にくれていたところをルドガーと出会う。
主体性のない幼さからは脱却に成功しており、聡明な頭脳はそのままに責任感の強い青年へと成長している。衣装が白衣を羽織ったものに変わり、髪型はレイアやローエンに「色気づいた」と称されるような無造作なヘアスタイルにセットするようになった。両国を繋げた架け橋であることや研究者としての精力的な活動もあり、世界的に高い知名度を得たことで、人々の間で静かなアイドル的人気を誇っている。
前作から一年経った今でも精霊界へと消えたミラへの想いは未だに強く根を張っており、それを心の支えとして、研究の行き詰まりにもめげずにルドガーを信頼し、友人として積極的にサポートする。軽度の猫アレルギー持ち。
エクストラエピソードをクリアする事で隠し秘奥義「メテオスォーム」が習得可能。
ミラ＝マクスウェル (Milla Maxwell)
声 - 沢城みゆき
女性 / 21歳 / 身長168cm / 武器：剣 / 戦闘タイプ：術剣士 / 職業：精霊の主
前作主人公の1人。断界殻の解放で消滅した先代から「マクスウェル」の座を継ぎ、人と精霊を見守っていた。魂の循環に異変が起きたことを察知したのをきっかけに、四大精霊と共に再び人間界に現界するが、大精霊クロノスによって次元の狭間に閉じ込められてしまう。次元の狭間では四大の力で消滅から守られており、本来なら四大の力で正史世界に戻れるはずだったが、不在の間に分史世界のミラが正史世界に来てしまった為、戻ることができなかった。その後は分史ミラを通じてルドガーたちの旅を見ていた。
分史ミラがリドウによって次元の狭間に落ちて消滅していくのを見届けながら、正史世界に降臨しリドウを退ける。慕っていた分史ミラの消滅を受け入れられないエルからは「エルの知っているミラじゃない」と拒絶されるも、自分が彼女の意志を無駄にせず人と精霊のために使命を成すのを見届けて欲しいとエルに誓った。稀少なマナを消費することで現界しているため、長時間の現界は難しくなっている。
物語の途中で分史世界のミラと入れ替わる形でパーティーに参加し、分史ミラのスキルや術技などがそのまま交替して加入する正史のミラへと引き継がれる（分史ミラを通じてルドガーたちの旅を見ていた為、好感度も彼女のものをそのまま引き継いでいる）。猪突猛進な性格はなりを潜め、厳かで優しげな雰囲気の女性に成長している。また、胸も前作より大きくなっている。しかし天然ボケと食いしん坊な一面はそのまま。
アルヴィン / アルフレド・ヴィント・スヴェント (Alvin / Alfred Vint Svent)
声 - 杉田智和
男性 / 27歳 / 身長182cm / 武器：両刃大剣＋銃 / 戦闘タイプ：銃剣士 / 職業：商人
本名は「アルフレド・ヴィント・スヴェント」。21年前に旅船ジルニトラと共にリーゼ・マクシアに漂流してしまったエレンピオス人で、元アルクノアの工作員。現在はアルクノアを脱し、キタル族のユルゲンスとともにリーゼ・マクシアの果物をエレンピオスに卸す商人に転身している。ヘリオボーグ研究所がアルクノアに襲撃された際、奪還作戦に行き会ったことからルドガーと知り合う。
ブランド物のスーツとマフラーを身に纏いあごひげを蓄え、商人らしく振舞おうとしている。しかし、その一方で他のメンバーからはオジサン呼ばわりされることもある。
大剣と銃を扱うパワフルな戦い方は健在。エレンピオスでも有数の名家であるスヴェント家の元本家の嫡子で、相続権を放棄しているものの、商売以外でそのコネを使う事もある。
幼い頃からアルクノアとして活動していた為、かつては他人を騙し仲間さえも裏切りながら生きていたが、今は自分を偽らず、他人と真っ向から向きあおうとしている姿勢に大きな成長がみられる。しかし、過去の行いや自分の欠点に鑑みるあまり卑屈・自省的になりすぎるきらいもある。
エリーゼ・ルタス (Elise Lutus)
声 - 堀中優希
女性 / 13歳 / 身長147cm / 武器：ティポ・杖 / 戦闘タイプ：精霊術士 / 職業：学生
ア・ジュールが開発した増霊極（ブースター）の実験体として育てられた少女。前回の旅の中でカラハ・シャールの領主となったドロッセルに引き取られ、今は学徒として同年代の友達を多く作り、新しい生活を満喫していた。エレンピオスで流行している「メル友」を作ることに挑戦中で、特にGHSメールの誤送信で知り合った「ルナ」のことを姉のように慕っている。学校の親善使節団としてヘリオボーグに来ていたところをアルクノアに襲撃され、単身立ち向かっていたところをルドガーたちと出会う。
性格面で大きな成長が見られ、丁寧でまっすぐな物腰と、非常に明るく優しい心の持ち主になっている。エルとはティポとともに親しくなり、過去の境遇からエルにとっての「お姉ちゃん」であろうと努めている一面もある。
髪をツインテールに、服装も学生服のようなカジュアルなものになっており、前作から大きくイメージチェンジが成されている。この服はエレンピオスに行く際にドロッセルに買ってもらった私服。筋金入りのピンキストで、ジャケットの下もピンク色のシャツを着用。
ティポ (Tipo)
声 - 池澤春菜
身長30cmぐらい
前作マスコットで本作では第1主要マスコット。喋るぬいぐるみ。正体はマナを増大させる第三世代増霊極（ブースター）。前作でも柔らかさが売りだったが本作でルルの肉球でその立場を脅かされている。
前作の結末において、エリーゼが1人で歩んで行く為に箱にしまわれたが、学校の親善使節団としてエレンピオスに行く際に、友達と宝物を見せ合う約束をして「友達にティポの可愛さを知ってもらうため」に持ってきていた。アルクノアの襲撃の際に抗戦するために再起動する。

ローエン・J・イルベルト (Rowen J. Illbert)
声 - 麦人
男性 / 63歳 / 身長175cm / 武器：サーベル / 戦闘タイプ：精霊術士 / 職業：リーゼ・マクシア宰相
元執事の老軍師。旅を終えてからはガイアスの右腕として現役復帰。統一リーゼ・マクシアの宰相を務める。エレンピオスとの共存を進めるために和親条約を次々に締結させている辣腕ぶりを見せつけており、その影響力はエレンピオスにとっても必要不可欠の存在となっているが、それ故に両国の和平反対派からは憎まれている。エレンピオス文化への順応もとても早く、GHSのメール作成速度が非常に早い。服装は青い燕尾服に変わり、黒フレームの眼鏡をかけている。
穏やかで思慮深く、かつ茶目っ気のある性格は変わらず。大きく動く時代の中でできる限りのことをしようと思うあまり、自らの身を省みずに動くこともある。またリーゼ・マクシア人から反発を受けやすい法案はあえて自分が発案したものと公表し、ガイアスに非難が向かないようにしている。ガイアスと既に非常に親しくなっており、二人で市井に出たり互いに軽口を叩き合うなど名コンビの姿を見せる。
レイア・ロランド (Leia Rolando)
声 - 早見沙織
女性 / 16歳 / 身長158.5cm / 武器：棍 / 戦闘タイプ：棍術使い / 職業：新聞記者
ジュードの幼馴染。旅を終えてからは前作でアグリアに言われたことで考えた末に看護師見習いを辞め、エレンピオスに渡り記者見習いをしながら自分探しを続けている。「ユリウス・ニャンスタンティン三世」というネコを探し回っていたことでルドガーたちに誤解され、奇妙な出会いを果たすことに。
服装は前作から一転してエレンピオス風になっており、黒いキャスケット帽とイエローのスーツという格好になっている。愛用のイエローカラーのGHSは自立記念にアルヴィンから貰ったもの。
猪突猛進で真っ直ぐなところは相変わらずだが、落ち着いて考えられることができるようにもなっている。ジュードとは相変わらず距離を縮められずに半ば諦めかけている。
初回購入特典冊子に収録されている小説では、新聞記者になった経緯を語る前日譚が記されている。
ガイアス (Gaius)
声 - 置鮎龍太郎
男性 / 33歳 / 身長185cm / 武器：長刀 / 戦闘タイプ：剣士 / 職業：リーゼ・マクシア国王
前作最終ボスの1人。黎明王とも呼ばれる統一リーゼ・マクシアの若き王。ラ・シュガルとア・ジュールを結ぶ内政や、エレンピオスの外交交渉等多忙な日々を過ごしている。今作では各地で情報収集をするべく市井に出ており、素性を隠す際は本名の「アースト・アウトウェイ」を名乗る。分史世界を壊しているルドガーの覚悟を見極めるため分史世界へ同行、共に世界を守るための戦いに参陣する。服装は黒いスーツとなっているが、愛刀とそれを奮う際の力強さにはまったくの衰えがない。
前作は偉大な存在、そして敵としての強大さが強調されていたが、今作では仲間に対する優しさがみられるとともに、その頑固かつ真面目が行き過ぎるあまり天然ボケにまで発展してしまっており、自分の都合の良いように悪乗りして周囲を煽ることもある。機械音痴でGHSを満足に使うこともできず、些細な異常ですぐに「壊れた」と訴えたり、辛いものが食べられない、こども好き、焼酎に酔うなどややコミカルな一面をのぞかせるようになった。ローエンに手玉に取られることもままあるが、互いに信頼し合っている。少年時代は「ア・ジュールの猿」と呼ばれるほどの悪ガキだった。
ミュゼ (Musee)
声 - 真田アサミ
女性 / 21歳 / 身長168cm / 武器：髪 / 戦闘タイプ：精霊術士
前作最終ボスの1人。大精霊マクスウェルにより生み出された時空間を操る大精霊で、現マクスウェルであるミラ＝マクスウェルの姉に当たる。精霊界と人間界を自由に行き来する力を持ち、行方不明になったミラを捜して人間界にやってくる。ミラの影響で食事の楽しさに目覚めており、ハ・ミルにパレンジを食べに来ていたところにルドガーと分史ミラに出会い、彼らに興味を持って同行する。
孤独だった頃を鑑みて、何が人を強くするのかという考えを持つようになる。天衣無縫の気ままな振る舞いが強調されており、行く先々で食い逃げやつまみ食いなどの問題を起こすこともある。普段は妖美な美女を振る舞っているが、本性は妹大好きなハイテンションな少女そのもの。服装は前作と大きく意匠を変えず、色合いや細部に変化が見られる。ただし、精霊である為そういう服を着ているように自身を構成しているだけで実際は何も着ていない。
彼女のキャラクターエピソードではラ・フォート研究所の発明品「私、精霊とお話したい環（わ）」によってルドガーが彼女の心の声を聞けるようになってしまい、仲間と親しくなろうと四苦八苦するミュゼの内面を覗くことができる。なお、分史世界のミュゼとはキャラクターエピソードを含めると二度戦う事になり、二度目のミュゼは分史のミラを殺して得た四大の力を利用する。

### クランスピア社
ビズリー・カルシ・バクー (Bisley Karcsy Bakur)
声 - 磯部勉
男性 / 43歳 /身長192cm / 体重101kg / 職業：クランスピア社総帥
本作のラストボス。クランスピア社の最高責任者。屈強な体躯と豪胆な性格を持つ。クルスニク一族の末裔バクー家の出身。
その経営手腕は「未来を見てきたのではないか」と噂されるほど的確で、政財界への発言力も大きく、「エレンピオスの王」という異名も囁かれている。一方でエージェントとしての経歴も輝かしく、戦闘は基本的に徒手空拳だが、弾丸よりも速い拳を繰り出すことからもわかるように本人の戦闘能力も規格外に高い。骸殻を使わない状態で大精霊のクロノスと互角に渡り合う実力の持ち主。「フル骸殻」に達した能力者で、当代における最強の骸殻能力者「ヴィクトル」である。秘奥義は「絶拳」。
「オリジンの審判」を超えようとする者の一人であり、自分を含むありとあらゆるものを道具と見なし、自らの信念に基づいて行動している。一族に業を背負わせた精霊を強く憎んでおり、審判を超えた暁には犠牲となった者たちの敵討ちとして「精霊の意思を奪い、人間の道具へと変える」という願いを成就させようとしている。エルさえも手段として用いカナンの地に赴いたことで、最後の壁としてルドガーの前に立ちはだかる。末期には自ら時歪の因子化を防ぐ為に自らの拳で心臓の活動を停止させ、「時歪の因子となった者たちの数だけ、この拳で貴様（精霊）たちを」と、個人の願いと怨嗟を吐露し、審判の門を力強く殴り、やがて静かに横になり絶命。
作中では断言はされていないものの、ルドガーとユリウスの父親である。妻コーネリアとの間にユリウスを、妻の妹であるクラウディアとの間にルドガーを儲けている。ビズリー本人はルドガーの存在を知らなかったが、ルドガーがクランスピア社の就職試験に受けに来た際にヴェルが戸籍を確認したところ、改竄の痕跡を見つけた為に改竄前のデータを復元。そのことでルドガーがユリウスの義弟ではなく異母弟であったことが発覚し、自分の息子であることを知った。オリジンの審判を超えることを最優先としているため、基本的には身内ですら容赦なく利用しようとするものの、妻たちに対する愛情は確かにあったようで、ユリウスやルドガーに対しても内心複雑な感情を抱いている。
『ザ レイズ』ではプレイヤーキャラに昇格している。
ユリウス・ウィル・クルスニク (Julius Will Kresnik)
声 - 大川透
男性 / 28歳 / 身長180cm / 武器：双剣 / 戦闘タイプ：剣士 / 職業：クランスピア社エージェント
クランスピア社の通信部門及び分史世界対策室の王冠（クラウン）エージェント。メガネをかけている。ルドガー同様にミラ・クルスニクの末裔で、ルドガーの兄（戸籍上は義兄）。ルドガーと同じく骸殻能力を持ち、彼とは逆に骸殻時も逆手持ちの双剣だけで戦う。時計の色は銀。非常に優秀且つ聡明な男で、穏やかで面倒見の良い気性からルドガーだけでなく、周囲からの信頼も篤い。超がつくほどのトマト好き。基本的にはルドガー曰く「完璧超人」だが、家事は苦手。しかし、その姿が帰って好評を得ていたらしい（ドラマCDより）。彼がかけているメガネは伊達であり、15歳の頃にリドウに「最悪の目つき」と言われたことがきっかけでかけ始めたものである。
列車襲撃テロ事件の際にビズリーに斬りかかり、その後行方不明になると同時に事件の首謀者として指名手配となってしまう。だがその後も度々ルドガーの前にあらわれては助言や諫言を残し、窮地を救っては立ち去っていく。終盤にて時歪の因子化が末期にまで進行してしまい彼の命が長くない事が判明。マクスバードにてルドガーの審判を超えるための覚悟を見定めるため一騎討ちを行い、力を使い果たし時歪の因子化した。その際に生まれた分史世界（この時生まれた分史世界のユリウスは時歪の因子化してなお、何かに憑依する事なくかつ本人の意識を保ったまま顕在している）でルドガーと言葉を交わし、最期は魂の橋をかけるための生贄となりその生涯を終えた。移動制限のシステムを開発した本人で、マスターキーを持つため逃走中も移動制限の影響を受けない。秘奥義は「祓砕斬・十臥」。
本編では詳しくは描かれていないが、実はルドガーの異母兄弟で本名は「ユリウス・ウィ・バクー」。ビズリーの息子である。クルスニク一族の末裔であるバクー家の嫡子として生まれ、父親と一族の期待に応えるために11歳の頃から骸殻能力者として分史世界の破壊に関わってきた。しかし13歳の頃には自分の能力はフル骸殻には達せないことを悟って絶望し、いずれ自分が「魂の橋」としてビズリーに利用されることを察し出奔。行方不明になっていた叔母のクラウディアと遭遇してしまい、誤解の果てに抗争になり殺してしまう。その後、自分の身を守るために親族の時計を利用することを思いつき、戸籍を操作してクラウディアの息子であるルドガーの保護者としての権利を得て一緒に暮らすようになった。
スリークォーター骸殻に至った強力な骸殻能力者だが、本来の才覚はハーフ止まりであり、変身時にルドガーの時計を併用することによってその能力を実現している（後に自力でスリークォーターに至った）。その非才や自分の置かれた境遇に絶望し以前はひどく荒れていたが、ルドガーが自分のために火傷をしながら夕食を作っていてくれたことに胸を打たれ、ルドガーのために生きようと心に誓っている。時計を奪ったことも当初は生き残るためだったが、現在はルドガーを一族の宿命から遠ざけるという理由からである。
プレイアブルキャラではないものの、『レーヴ ユナイティア』『レイズ』ではプレイアブルキャラに昇格している。
リドウ / リドウ・ゼク・ルギエヴィート (Redau / Redau Zek Rugievit)
声 - 遊佐浩二
男性 / 29歳 /身長182cm / 武器：医療用ナイフ / 戦闘タイプ：六刀使い
クランスピア社の医療エージェント兼、分史対策室副室長。強力な骸殻能力を持つ。口癖は「O.K」。
本名は「リドウ・ゼク・ルギエヴィート」。傍流の貧しい家系に生まれ、非常に虚栄心や上昇志向が強いうえに金にがめつい。同僚のユリウスへの対抗意識も強く、周囲を小馬鹿にしたように振る舞うものの、その容姿や実績にファンも多くついている。エージェントとして、医者としての能力は卓抜したものがあり、若くして医療チームのトップエージェントも担っている。ルドガーを治療し、多額の借金を背負わせた。
過去に難病を患っていたことがあり、ジュードの父ディラックの施術によって臓器のいくつかを医療用黒匣に取り替えているが、ディラックが21年前に船の事故に巻き込まれた上に莫大な手術料を巡って結局家族は離散してしまった。闇社会に生きていたところをビズリーに出会い能力を見定められ、ハーフの骸殻能力に目覚めて昇り詰めていった。同時にビズリーは「魂の橋」の生贄には自分かユリウスのどちらかを選ぶこともわかっていた為、ユリウスと互いの生き残りをかけて共に分史世界の破壊をこなしつつも潰しあっていた。
アルクノアとのパイプがあり、ビズリーの思惑も介在しているもののアルクノアを利用してユリウスをテロリストに仕立てあげた張本人でもある。積極的に活動し、ルドガーたちと時に直接対決を演じることもあった。最終的にはユリウスが行方不明になっていたことで、全ての準備が整ったビズリーによって魂の橋の生贄に選ばれる。ビズリーの思惑通りになりたくないという思いから、骸殻能力を使って時歪の因子化になろうとしたが、内臓黒匣のコードを制御されてしまった事からそれも叶わず、生贄にされてその生涯を終える。秘奥義は「スパイン・ビュート」。
ノヴァ (Nova)
声 - 佐藤聡美
女性 / 20歳
クランスピア社系列のヴェランド銀行で行員をしている女性。ルドガーの学友で、ヴェルの双子の妹。ルドガーの借金の管理を行う。
本名はノヴァ・ルゥ・レイシィ。口が軽くお調子者。若干空気が読めないところもあるが、多くの友人が離れていくなか借金を背負ったルドガーに変わらず接し続け、乱暴な取り立てをしないように取り計らうなど影で助けてくれる良き友人。ヴェルの計らいで分史世界対策室とはまったく関わりを持たないが、物語が佳境にさしかかるにつれてルドガーの様子がおかしいことを察したときには取り立て時の態度が変化したり、大胆な行動に出ることもある。
ユリウスのファンで、過去に間違って弟のルドガーにプレゼントを渡してしまったことで大変な勘違いを招いたことがある。
ヴェル (Vel)
声 - 田中理恵
女性 / 20歳
クランスピア社の社長筆頭秘書を務めている女性。ノヴァの双子の姉。後にルドガーの秘書となる。
本名はヴェル・ルゥ・レイシィ。妹とは瓜二つの顔をしているが、髪型は違い、また眼鏡をかけている。性格は正反対で妹とは度々反発しているが、姉妹仲は険悪というわけではない。真面目な仕事人間だが、片付けができない、料理が下手、男性が苦手など弱点も多く、仕事中は自己暗示でそれを克服している。以前の彼氏とは一ヶ月で別れた。
イバル (Ivar)
声 - 森久保祥太郎
男性 / 17歳 / 身長165cm / 武器：二刀 / 戦闘タイプ：剣士
前作から引き続き登場。マクスウェルの巫子を辞しており、路頭に迷っていたところをビズリーに拾われ雑務（マルチ）エージェントとして勤務している。ルドガーのハンマー、双銃のチュートリアルを担当する。
渋々ながらジュードのことを認めており、「自分のなすべきこと」を模索して、責務のためにはミラの命令にも逆らうなど精神面で大きな成長が見られる。しかし賑やかな性格や空気の読めないところは変わっておらず、腰に手を当てて自分を親指で指す決めポーズも健在。秘奥義は前作と同じく「双牙煌裂陣」（台詞は新録）。
『テイルズ オブ ザ レイズ』ではプレイヤーキャラに昇格している。

### 精霊
クロノス
声 - 諏訪部順一
「時空」を司る大精霊。オリジン、マクスウェルと並ぶ「原初の三霊」の一角。正史・分史含めて全時空で1人しか存在せず、分史世界に渡ることもできる。
姿が銀髪長髪に獣の様な耳が生えた男性。一人称が「私」。性格が冷酷でクールな為に精霊にもクロノスと関わりを持つ者が少ない。身勝手な人間に対して侮蔑と敵意を露わにしている。オリジンの審判を人間が未達で終わった場合には「人間から意思を奪い、マナを生み出すだけの物体に変える」という目的を抱き、審判の妨害を試みることさえある。その為、劇中では度々ルドガー達と相対しては衝突している。
能力は前述した通り、時空=時間を操る事であり、例え致命的なダメージを与えたとしても時間を巻き戻す事で自分の受けた傷を受ける前の状態に戻す事が出来る。この能力を封じる事が出来るのはオリジンの「無」の力のみ。空間を渡る事も可能で、分史世界でルドガー達の前に姿を現した。また、クルスニクの一族に骸殻の力を与えたのもクロノスである。
カナンの地の最奥部で審判の門に赴いたルドガー達の妨害をするべく、先に赴いていたビズリーとエルを結界で捕え、ルドガー達と最後の決戦を繰り広げるが、激闘の最中、エルから「クルスニクの鍵」の力を引き出して結界から脱出したビズリーによって巻き戻す事ができないダメージを受け、動きを止められる。ビズリーの死亡後に解放され、最後は人間は愚かと吐き捨てつつも、審判の門の中に入りオリジンと共に幾千年もの間魂の浄化を請け負う事を選んだ（エル・ルドガーエンディングのどちらであっても台詞が違うだけで、展開は同じである）。
戦闘では「クロノスレーザー」や「クロノスコレダー」などの技を使う。また、「クロノスビット」というオプションも従える。秘奥義は「スリフティービット」と「タイム・クレーメル」。
オリジン
声 - 遠藤綾
「無」を司る大精霊。「原初の三霊」の一角。すべての精霊を制する存在であり、最強の大精霊、大精霊の王と呼ばれる。クロノスと同じく正史・分史含めて全時空で1人しか存在しない。
カナンの地の最奥部にある「審判の門」の中に座しており、表立って行動することはない。人間の魂の循環を司り、分史世界も含めて全て一体のオリジンが全ての魂を浄化している。光が子供の姿を象ったような姿だが、それは瘴気に焼かれることで消耗しているためであり、実体としての姿は別にある。性格は少年のように物腰柔らかで優しく慈愛に満ちた寛大な性格。オリジン自身は人間の可能性を信じており、魂を昇華し審判を超えることを願っている。
マクスウェル
声 - 大塚周夫
「元素」を司る大精霊。「原初の三霊」の一角。ミラ＝マクスウェルとミュゼの創造者。現在はミラに「マクスウェル」の座を譲り渡し、断界殻を解放して消滅している。
2000年前にミラ・クルスニクと出会い彼女を通じて人間の好奇心や貪欲さを知り、彼女を愛し人間擁護派になったことでクロノスと対立を深めるようになる。しかし、クルスニク一族たちの中で欲に目が眩み精霊を利用する者たちが現れた為、エレンピオスを見限り6人のクルスニク一族（後の六家）と共に箱舟としてリーゼ・マクシアを創造した。その際にミラ・クルスニクにも来るように言ったが、エレンピオスに残る者たちを見捨てることを良しとしなかった彼女はそれを拒み、結果マクスウェルは裏切られたと思いそれ以来人前に姿を現さなくなった。
後にニ・アケリア霊山でイバルによってマクスウェルの精霊の化石が発見され、源霊匣の原理を確立しつつあったジュードによって「源霊匣」として生まれ変わる。そしてジュードやミラの覚悟を聞き、「源霊匣」としてジュードたちに協力するようになった。
分史世界NO.F423Dのマクスウェル
ミラ＝マクスウェルがミュゼによって殺害された分史世界のマクスウェル。処分したはずのミラ（正史）が現れたことに驚きつつも、再び処分しようと襲い掛かる。ルドガーたちに敗れた後は、ミラに言われ創世の賢者ミラ・クルスニクとの馴れ初めを語ることとなる。秘奥義は前作と同じく「メテオスウォーム」。

セルシウス
声 - 平田宏美
「氷」を司る大精霊。前作でジランドに使役されていたセルシウス本人。そのため、「源霊匣」として制御される事に強い怒りを持っている。
今作では500年前、ハオという人間の青年とともに過ごしていた過去が明かされる。そのため、ジュードと正史世界のミラとの関係にかつての自分達を重ねて見ている。
最終的にはジュード達との戦いの果てに、二人なら自分とハオが夢見た世界を実現してくれるという確信を得て満足し、力を失って消滅した。
アスカ
声 - 川原慶久
「光」を司る大精霊。巨鳥の姿をしている。分史世界でのみ登場。なお、アスカはこれまでルナとペアで登場しており、アスカ単体で登場するのは今作が初となる。
分史世界NO.F4216のアスカ
ミラ＝マクスウェルが姉のミュゼと共にアルクノアを壊滅させ、二つの世界が隔たれたままのエレンピオス側にいたアスカ。ジランドによって捕えられており、自然工場アスコルドの動力とされている。そのため人間を憎んでおり、人を憎むクロノスの気持ちもよくわかると発言していた。ルドガーに「オリジンの魂浄化の限界は近い」と言い残した。なお、選択によって捕えるか逃がすかを決める事ができる。
分史世界NO.F422Fのアスカ
大精霊アスカが発見され、ハウス教授によって捕獲されイル・ファンで研究されている。性格が大きく変化しており、ハウス博士の助手ジュードがお気に入りで、直接使役してもらったことがあるらしい。
正史世界のジュードがミラと一緒にいたことで浮気と思い込み、襲い掛かる。その後ミラがマクスウェルの後任者でミラ・クルスニクと同じ名前であることに気付き、マクスウェルとミラの関係を語る。
ヴォルト
声 - 赤羽根健治
「雷」を司る大精霊。少年の姿をしており、球体のバリアの中に閉じこもっている。
今作は分史世界でのみ登場。前作のようにヘリオボーグ研究所屋上で暴走した彼と戦うこととなる。
ヴェリウス
「心」を司る大精霊。ルドガーたちの意志と力を試すべく、闇の大精霊シャドウと共にディールに「無明の霊異」を作り出す。ルドガーたちの前には姿を見せず、ノヴァの肉体に憑依して現れる。
シャドウ
「闇」の大精霊。ヴェルに憑依し、ルドガーたちの行動を監視していた。オリジンと同様に人間との共存を望んでおり、強い意志と力を有するルドガーたちには期待を寄せている。
プルート
「永劫」の大精霊。ザイラの森の教会に仕える双子の巫女・ティース＆パテル（ティースが姉、パテルが妹）を装い、ルドガーたちをおびき出すためにクランスピア社に偽りの依頼を出し、その実力を試そうとした。関西弁で喋る。
自らカナンの地に乗り込み、クロノスに「キャーン」と言わせてやろうとしていたが、「面倒・きつい・永劫に生きる自分にはどうでもいい」という理由で中止。世界を存続させようとしたのは、醜く争う精霊と人間が面白かったかららしい。

### クルスニク一族
ヴィクトル (Victor)
声 - 近藤隆
男性 / 30歳 / 身長170cm / 武器：双剣、ハンマー、双銃、槍 / 戦闘タイプ：銃剣槌士
エルの父親。クランスピア社最強のエージェントの称号である「ヴィクトル」を名乗っている仮面の男。
ルドガーと同じ三種の武器を扱い、「フル骸殻」の発動も可能としている圧倒的な戦闘能力の持ち主。プロローグにて、謎の追っ手からエルを逃してからの行方は不明。非常に料理上手で、彼の作るスープはエルにとっての「一番」。エルの言葉からは、非常に親バカで娘に甘く、手編みの手袋などをプレゼントしたりしていたことが語られる。
本名は「ルドガー・ウィル・クルスニク」。分史世界No.F41DBの存在であった為に「カナンの地に辿りつくことができなかった」ルドガーであり、カナンの道標のひとつ「最強の骸殻能力者」。正史世界のルドガーと同じように20歳の時に、別の分史世界から来た菫色の瞳のエルと出会い、ジュードたちと共に分史世界を探索するも、何らかの選択によってカナンの道標「最強の骸殻能力者」と引き換えに彼女を失った（そのエルが最期にルドガーに向けた目は憎悪に満ちていたとのこと）。エルの犠牲によって全ての道標を集めたものの「カナンの地」は出現せず、自分たちの世界もまた分史世界であった事を悟り絶望。生きる気力を無くしクランスピア社のエージェントから退きジュードたちと疎遠になったが、ラル・メル・マータと出会った事で再び生きる意味を見出し、彼女と結婚し自分の娘であり正史世界のルドガーと行動を共にする「エル」を授かる。
しかし誕生した娘のエルが「クルスニクの鍵」であった事が発覚し、父ビズリーはその能力を利用しようとし、かつての仲間たちも自分達の世界を守るために赤ん坊の娘を正史世界への交渉材料に使おうとしていた。兄ユリウスだけは間に立ってくれてはいたが結局ルドガーの身を案じることを優先としていた為、最愛の妻が身を削ってまで生んでくれた愛娘を利用しようとするもの全てに怒りを露わにし、骸殻能力によって父・兄・仲間たちを虐殺した（ガイアスのみ辛うじて生き延びたが、重傷を負い立つこともままならない体となってしまった）。その後ビズリーから「ヴィクトル」の称号を継ぎ、クランスピア社の社長に就任したが、この頃から分史世界No.F41DBを構成する「時歪の因子」に憑依されている。
骸殻が大きく損傷したような外見なのは度重なる激戦によってできた傷であり、既に肉体は時歪の因子化が重度に進行してしまっている。そのため、「正史世界の人間としてエルとともに生まれ変わる」という目的を抱き、正史世界の自分と成り代わるために、エルを彼女の能力で正史世界に送り込み、正史世界のルドガーを自分のもとに連れてくるように仕向けた。
最後のカナンの道標を求めて分史世界No.F41DBのウプサーラ湖のエルの家に赴いたルドガー達と遂に対面し、彼らに食事を奢って歓迎するが、直後に自分の目的と自分が時歪の因子であると同時に最後のカナンの道標である事を告げ、ルドガー達に襲い掛かる。敗北後はルドガーに倒されあるいは自らルドガーの槍に貫かれ、ルドガーにエルを託し、証の歌を口ずさみながら絶命した。その最期はエルに取って大きな爪痕を残す事になり、エルに重大な選択をさせるきっかけとなった。また、彼女を正史世界に送り込む際に手渡した時計はルドガーの時計に反応して消えていたが、カナンの地でルドガーの時計がビズリーに壊された為に出現し、ルドガーにフル骸殻を発動させる逆転の一手を作る事になる。秘奥義はルドガー同様「祓砕斬・零水」と「マター・デストラクト」。
『ザ レイズ』ではプレイヤーキャラに昇格している。
ラル・メル・マータ
声 - 伊瀬茉莉也
女性 / 20歳
エルの母親。クルスニク一族に連なるマータ家の出身。リューゲン商会の代表を務める才女で、エルの外見は母親譲り。
ルドガー（ヴィクトル）とは、彼がカナンの地に辿り着くことが出来ず全てにおいて無気力になっていた時に出会い、ルドガーと惹かれあいやがて結婚。娘のエルが生まれるが出産の後に身体が弱くなってしまい、もう子どもが出来ない体となった。しかし幸せの最中に、娘が「クルスニクの鍵」であった事が判明したことで状況は一変。あらゆる者たちが正史世界への交渉材料のために赤ん坊のエルの引き渡しを要求し始め、そのことに怒りを露わにしたルドガー（ヴィクトル）が、痺れを切らしてエージェントたちを率いて襲撃してきた父と、最後の交渉のために別荘に泊まり込んでいた兄や仲間たちを殺害したのを目撃してしまった。そのことで精神を病んでしまい、エルが幼い頃に病没した。
正史世界ではルドガーエンディングにのみ登場。
マルクス・オルタ・クルスニク
男性
レイアが勤務しているデイリートリグラフの出資者。飼い猫のユリウス・ニャンスタンティン三世を溺愛している。
クルスニク一族の末裔のひとりで、ユリウスとルドガーの母方の祖父。かつてはバクー家の執事頭として娘たちと共に仕えており、孫のユリウスからは「じいや」と呼ばれている。ルドガーの母が死んだ後はユリウスに依頼されて戸籍を操作し、ユリウスとルドガーを表向きには養子として引き取ったことにしていたが、ルドガーとは面識はなかった。孫たちの身を案じている。
コーネリア・ウィ・バクー
女性
ビズリーの妻で、クルスニク一族の末裔。旧姓は「コーネリア・ウィ・クルスニク」。ユリウスの母にして、ルドガーの母方の伯母にあたる。かつては父マルクスや妹クラウディアと共にバクー家に仕えており、7歳年下のビズリーの家庭教師を務めていた。22歳の頃、15歳のビズリーとの間にユリウスが誕生し、ビズリーが20歳になりバクー家を継いだ時に正妻として迎えられた。
エルより先代の「クルスニクの鍵」であったが、21年前にビズリーとクロノスとの戦いでその力を使い果たし、死亡した。
クラウディア・イル・クルスニク
女性
ルドガーの母で、バクー家のメイドとしてビズリーに仕えていたクルスニク一族の末裔。ビズリーの妻コーネリアの妹で、ユリウスの母方の叔母にあたる。ビズリーとの間にルドガーを身ごもるも、胎内写真で赤ん坊が時計を持つ骸殻能力者であることがわかり、息子が姉のようにビズリーに利用されるのを防ぐ為にバクー家から失踪し、父マルクスが用意した隠棲所でルドガーを出産した。
その後ルドガーと共に暮らしていたが、ルドガーが5歳の頃に息子と一緒にいたところを偶然ユリウスに目撃されてしまい、ユリウスを追っ手と勘違いして襲い掛かる。その際に咄嗟に抵抗したユリウスに誤って殺されてしまった。ルドガーは目の前で母が殺されたショックで、幼少期の記憶を失ってしまっている。
ミラ・クルスニク
女性
クルスニク一族の祖であり、現マクスウェルであるミラ＝マクスウェルのモデルとなった人物。リーゼ・マクシアにおいて「創世の賢者」として伝わる2000年前の人間で、その正体はマクスウェルの召喚にはじめて成功した「歌声の巫子」と呼ばれる女性。性格は精霊に対しても物怖じせずはっちゃけていたようで、分史世界のアスカに「あんな女二人といない」と言わしめた程。マクスウェルに愛され、彼女もまたマクスウェルに好意を抱いていたらしい。
彼女や彼女の周りに集まった13人の者たちが「クルスニク一族」となり、原初の三霊に「オリジンの審判」の契約した。しかし、審判の中にある「どんな願いも叶える」という欲に眩み、精霊を道具として利用しようとする者たちに虐げられるようになり、そのことで人間に失望し審判の攻略は不可能と察したマクスウェルに「リーゼ・マクシア」に共に来るように言われたが、エレンピオスの人間を見捨てることを良しとしなかった彼女はそれを拒み、結果マクスウェルと決別する事となってしまった。
その後はエレンピオス側に残った一族のひとりと結婚したようだが、殻骸能力を行使し続けた上に欲に目を眩んだ者たちに虐げられ、最終的に夫に裏切られ死の淵に追いやられた。死ぬ寸前に史上初の「時歪の因子」と化し、「始祖分史」と言われる分史世界No.1の世界を構成するようになった。その分史世界はルトガーたちの時代でも存在し続けており、偏差も深度も正史世界とは限界数値以上にズレており、深度が「クロノス域」より深く沈んでしまっているため、正史世界からの侵入及び破壊は不可能となっている。彼女の意識は「時歪の因子」と化してなお残り続けているが、長い時を得て様々なものに憑依を繰り返しながら、いつか正史世界の者たちが「カナンの地」に辿り着くのを待つだけの存在になっている。

### その他のキャラクター
前作で死亡したキャラクターたちが分子世界の存在として登場したりする。
マルシア
声 - 勝生真沙子
女性
エレンピオスの首相。生真面目で実直な政治に民衆からの支持も厚く、リーゼ・マクシアとの共存に向けて和親条約の締結に向けて活動する融和派。
「彼方の喜びを此方の喜びとせよ」という思想を持ち、過激派やアルクノアの抵抗に屈しない強い女性。ローエンやガイアスと親交があり、またエリーゼが間違いメールから知り合ったメル友「ルナ」の正体でもあり、エリーゼとルナしか持っていないティポの着信音声をGHSに登録している。
クラック、ターネット
男性
声 - 細谷佳正（クラック）、赤羽根健治（ターネット）
ターネットがリーダーの不良集団・マシーナリーズの二人。エレンピオスの学生。クラックは眼鏡をかけた穏やかな青年、ターネットは赤毛でリーゼ・マクシアに対し嫌悪感を持っている。素行不良からイーマイという刑事に目の敵にされている。
素性を隠したガイアスのことを「アーさん」と呼び慕い友人として接するものの、クラックが起こした事件によってガイアスがある決断をくだすきっかけとなる。
マキ
声 - 五十嵐裕美
女性
ヘリオボーグ研究所の研究員で、ジュードの部下。
研究面でも資金面でも源霊匣研究が行き詰まりを見せていることに焦り、ジュードを思う一新でセルシウスの化石を使用し、脱走事件を引き起こしてしまう。
マルコ
声 - 高坂篤志
男性
アルヴィンの幼馴染で、彼とともにアルクノアに身をやつしていた。カウボーイハットがトレードマーク。
臆病者で、頼まれたらノーとはいえないお人好しで、アルヴィンに無理難題を押し付けられることもしばしば。後にアルクノアから足を洗いクランスピア社に保護され、ヴェルに一目惚れするものの見事に失恋した。
ユルゲンス
声 - 千葉進歩
男性 / 22歳
キタル族の青年。アルヴィンとエリーゼのキャラクターエピソードにのみ、前作から引き続き登場する。
前作で起こった事件によって、寝たきりになってしまった妻の治療費を稼ぐため、アルヴィンとともに商人に転身している。穏やかで心優しい性格はそのままだが、今作では意地になってしまう頑固な一面も見せた。
バラン
声 - 山崎たくみ
男性
前作から引き続き登場。アルヴィンの従兄で、ヘリオボーグ研究所の研究員。
今作ではジュードと共に源霊匣研究に従事しており、ユリウスの旧友であることが語られる。
ナハティガル・I・ファン
声 - 大塚芳忠
男性
ラ・シュガルの王であり、ローエンのかつての主にして親友。妹の死によってア・ジュール憎しの感情を増幅させ、暴君となっていた。
分史世界NO.F4229
妹を失わず、ローエンとともにラ・シュガルを支え、ア・ジュールやエレンピオスと融和した賢君。
前作のナハティガルと正反対といえる性格になっており、病死した妹に貰った戴冠祝いの髪飾りが時歪の因子。自分の世界の者でないと気づいたことで正史世界のローエンと決闘することとなる。
ハウス
声 - 篠原大作
男性
医学校時代のジュードの恩師でラフォート研究所の研究員。前作ではラフォート研究所でクルスニクの槍の為のエネルギー燃料として利用され死亡した。
ジランド
声 - 木下浩之
男性
アルクノアを率いていた若き傑物。本名はジランドール・ユル・スヴェント。野心家で、ナハティガルに取り入りクルスニクの槍の開発を進めさせていた。
分史世界NO.F4216
ジルニトラに搭乗せず、エレンピオスに残っている。
捕縛した光の大精霊アスカの力によって自然工場アスコルドを稼動させたが、時歪の因子を探す正史世界のルドガーたちを前に錯乱し銃を乱射。アスカを工場中枢部の檻から自ら解き放ってしまう。その後のルドガーの選択肢によって、解き放たれたアスカに殺害されてしまうか生存するかの展開が分かれる（殺害された場合、遺体はローエンの手で埋葬される）。

### 四象刃（フォーヴ）
ガイアスの腹心だった四人の将軍。前作で討ち死にしているため、分史世界での登場となる。分史世界F422Dでは前王メラドが在位しており、ガイアスも含めた五人が彼の下に集う将軍ということになっていた。
アグリア (Agria)
声 - 坂本真綾
女性
四象刃の一人。レイアの生き方に大きな影響を与えた少女。ラ・シュガルの没落した貴族家の出身であり、本名はナディア・L・トラヴィス。
分史世界NO.F421C
ニ・アケリア霊峰でレイアの腕を離さなかったアグリア。
レイアと良き友人関係を築いている。すぐに手が出るものの人間性もだいぶ大人しくなっており、普段の立ち振る舞いにも変化が見られる。デイリー・トリグラフ社に勤務。
ウィンガル (Wingul)
声 - 木内秀信
男性
四象刃の一人。本名はリイン・ロンダウ。ガイアスの腹心を務めた若き参謀。彼を信頼しながら、自らが王に成り代わろうとする野心も持っていた。
分史世界NO.F4221
ガイアスと朋友の間柄だったウィンガル。この分史世界の時歪の因子であり、カナンの地の道標の一つ「ロンダウの虚塵」を脳の増霊極に内蔵している。
妹が病床に臥せり、やがて没したことで隠棲してしまったガイアスに代わり王位に就くものの、その孤独と重圧に耐え切れずに投げやりな治世を行なってア・ジュールを混迷に追いやってしまっている。
ジャオ (Jiao)
声 - 大友龍三郎
男性
四象刃の一人。常軌を逸した巨躯を持つ大男で、魔物を従えるキタル族の長。本名はオルテガ・キタル。
分史世界NO.F423A
エリーゼの父親であるジャオ。実父であるのか、養父として彼女を引き取っているのかは不明。時歪の因子である。
娘を溺愛する子煩悩だが、掟に従う厳格さは健在。密猟者に悩まされており、正史世界のエリーゼの言うままに掟を曲げる決断をしたことで悲劇を招いてしまう。
プレザ (Presa)
声 - 佐藤利奈
女性
四象刃の一人。諜報活動を主に活動する美しき精霊術士で、一時期はアルヴィンと恋仲にあった。本名はジル・ルーイン。
分史世界NO.F4235
前作の終盤にあたる時間軸の分史世界で、ジュード達が世精の途（ウルスカーラ）を目指す際に出会うプレザ。アルヴィンとアグリアと共に行動している。
アルヴィンに何かの想いを込めた指環を託されており、これが時歪の因子である。正史世界のアルヴィンの迷いを見透かしたように、今際の際に彼に激励と慰めを向ける。

### ゲストキャラクター
闘技場の難関として、シリーズ初期の二作から下記の4人が客演。メインチャプター及びキャラクターエピソードに干渉してくることはないが、クリア後の隠しダンジョンやクエストに登場。また、彼らを主役とした隠しエンディングも存在する。
下記の4人以外にも、クエスト依頼や武器、ネコ派遣のネコたちの名前などに前作キャラクターやシリーズのネタが盛り込まれている。
クレス・アルベイン
　  『テイルズ オブ ファンタジア』より登場。
ミント・アドネード
『テイルズ オブ ファンタジア』より登場。
クエストシステムを利用して「虹色レンズ」を探している清楚な女性。法術という特殊な術の使い手で、闘技場に現れる戦士のひとりでもある。
スタン・エルロン、ルーティ・カトレット
『テイルズ オブ デスティニー』より登場。

## ダウンロードコンテンツ
予約特典として、ルドガー、ジュード、ミラ用の歴代キャラコスチュームがダウンロードできるプロダクトコードが付属。ジュード、ミラ用のコスチュームは前作でも使用可能。前作の予約特典コスチュームも本編中で入手できるようになっている。
また、コラボレーションとして、『コードギアス』シリーズや『魔法少女まどか☆マギカ』のキャラクターの衣装が本作のキャラクターの衣装として登場する。
前作で購入した衣装も引き続き使用が可能であり、逆に今作で新たに追加された一部の衣装も前作で使用可能。

## 開発
前作の開発途中から本作の設定には取り掛かられていたが、「いつでも『TOX2』が動けるような準備」というものだった。実際に制作が始まったのは前作の開発終了後だった。
プロデューサーの馬場英雄を始め、本作のベースとなるスタッフは前作とほぼ同様。キャラクターデザインは前作のいのまたむつみ、藤島康介に加え、奥村大悟（ルドガー・エル・ルルを担当）が手掛ける。また、アニメーション制作は前作に引き続きufotableが担当する。
メインシナリオは前作の世界設定やサブイベント、チャットなどを担当した山本尚基による。キャラクターエピソードは前作のメインシナリオ担当の木賀大介のほか、複数人で分担している。前作のキャラクターはキャラクターエピソードで本作のシナリオに絡ませ、それがメインチャプターにも影響してくるという構成となっている。

## プロモーション
2012年6月2日に行われた「テイルズ オブ フェスティバル 2012」にて発売が発表された。発表以前に公開されていたカウントダウンサイトでは「X」の文字が強調されていたことから、『テイルズ オブ エクシリア』の続編ということに気づいた人は多いとされる。
2013年9月8日より10月下旬にかけて、シリーズで初めて内容の異なるCMを7週連続で放送。
通常版のほか、スペシャルコントローラーを同梱した「DUALSHOCK3 テイルズ オブ エクシリア2 X（クロス） Edition」が同時発売された。

## 評価
エンターブレイン調べでは発売初週の販売本数は331,533本で、前作が初週で販売した51.3万本には届かなかった。販売計画においては65万本を計画本数として発表していたが、2016年8月25日までの売上は46.7万本に留まっている。
GAME Watchでは、戦闘や成長システムは前作を踏襲しつつも新要素により遊びやすくなっていると評価している。ストーリーについては、新たな主人公を中心としつつ前作のパーティーキャラクターも物語に絡み、彼らにフォーカスしたエピソードもあることや、『テイルズ オブ』 シリーズらしい魅力的なキャラクターを評価しているが、主人公の声が付く場面がほとんどないことは不自然に感じると指摘している。

## 関連作品

### 漫画
テイルズ オブ エクシリア2 双極のクロスロード
『ビバ☆テイルズ オブ マガジン』2012年12月号から2014年11月号まで連載。作画はカスカベアキラ。『エクシリア』と『エクシリア2』の間の1年に起きた出来事を描く。
1. 2014年2月27日発売、ISBN 978-4-04-866340-3
2. 2014年11月27日発売、ISBN 978-4-04-866794-4

テイルズ オブ エクシリア2
『電撃マオウ』2013年1月号から2013年12月号まで連載（2012年12月号に予告編掲載）。作画は内藤隆。
1. 2013年6月27日発売、ISBN 978-4-04-891709-4
2. 2014年1月27日発売、ISBN 978-4-04-866251-2

この他、一迅社から4コマ漫画が2巻、アンソロジーコミックが3巻刊行されている。

### ドラマCD
- アンソロジードラマCD テイルズ オブ エクシリア2 2013 Summer
- アンソロジードラマCD テイルズ オブ エクシリア2 2013 Winter
- テイルズ オブ エクシリア2 双極のクロスロード
- アンソロジードラマCD テイルズ オブ エクシリア2 2014 Summer
- アンソロジードラマCD テイルズ オブ エクシリア2 2014 Winter
- アンソロジードラマCD テイルズ オブ エクシリア2 2015 Winter
- テイルズ オブ エクシリア2 双極のクロスロード PartII

### ゲーム
バラデューク - エルのカバンがバラデュークのキャラであるパケット。そのカバンに主人公がマスコットとしてぶら下がっている。ゲーム内のテキストによればゲーム『パラ公爵』のキャラ

## 関連商品

### 書籍
- テイルズ オブ エクシリア2 運命を切り拓く書 ISBN 978-4-08-779640-7
- テイルズ オブ エクシリア2 公式コンプリートガイド ISBN 978-4-902372-45-8
- テイルズ オブ エクシリア2 パーフェクトガイド ISBN 978-4-04-728746-4
- テイルズ オブ エクシリア2 公式設定資料集 ISBN 978-4902372465

### サウンドトラック
- テイルズ オブ エクシリア2 オリジナルサウンドトラック

## 他のシリーズ作品との関連
テイルズ オブ シンフォニア ユニゾナントパック（2013年10月10日発売）
『テイルズ オブ シンフォニア』と『テイルズ オブ シンフォニア -ラタトスクの騎士-』の移植版。ルドガーの衣装がクラトスのコスチュームとして登場。
テイルズ オブ ザ ワールド レーヴ ユナイティア（2014年10月23日発売）
シリーズキャラクター共演作品。ルドガーとユリウスがプレイヤーキャラクターとして登場。
テイルズ オブ ゼスティリア（2015年1月22日発売）
ミラ＝マクスウェルの衣装がアリーシャとロゼのコスチュームとして登場。
テイルズ オブ ベルセリア（2016年8月18日発売）
ルドガーの衣装がロクロウのコスチュームとして登場。
テイルズ オブ ザ レイズ（2017年2月28日配信）
シリーズキャラクター共演作品。ルドガー、エル、ユリウス、分史ミラ、ルル、ガイアス、ミュゼ、イバル、ヴィクトル、ビズリーが登場。